# Aroor
Aroor è una suddivisione dell'India, classificata come census town, di 35.281 abitanti, situata nel distretto di Alappuzha, nello stato federato del Kerala. In base al numero di abitanti la città rientra nella classe III (da 20.000 a 49.999 persone).

## Geografia fisica
La città è situata a 9° 50' 42 N e 76° 18' 14 E.

## Società

### Evoluzione demografica
Al censimento del 2001 la popolazione di Aroor assommava a 35.281 persone, delle quali 17.447 maschi e 17.834 femmine. I bambini di età inferiore o uguale ai sei anni assommavano a 3.800, dei quali 1.901 maschi e 1.899 femmine. Infine, coloro che erano in grado di saper almeno leggere e scrivere erano 29.495, dei quali 15.158 maschi e 14.337 femmine.